# Shōya Tomizawa
Shōya Tomizawa (jap. 富沢祥也 Tomizawa Shōya; ur. 10 grudnia 1990, zm. 5 września 2010) – japoński motocyklista.
Po pełnej sukcesów karierze we wszystkich kategoriach wyścigowych w Japonii, przeszedł do MotoGP i w 2009 r. występował w kategorii 250 cm³. W sezonie 2010 jeździł w nowo powstałej klasie Moto2. Po raz pierwszy w nowej klasie Tomizawa wygrał na Losail International Circuit w Katarze, wyprzedzając o prawie pięć sekund Alexa Debóna i Jules'a Cluzela.
Tomizawa zmarł w wyniku licznych obrażeń czaszki, klatki piersiowej i jamy brzusznej, których doznał podczas Grand Prix San Marino 2010.